# 16207 Montgomery
16207 Montgomery este un asteroid din centura principală de asteroizi.

## Descriere
16207 Montgomery este un asteroid din centura principală de asteroizi. A fost descoperit pe 1 februarie 2000 în cadrul proiectului CSS. Asteroidul prezintă o orbită caracterizată de o semiaxă mare de 2,99 ua, o excentricitate de 0,09 și o înclinație de 9,6° în raport cu ecliptica.